# Макдональд, Арчибальд
Арчибальд Макдональд (Макдоннелл) (ум. ок. 1569) — 7-й вождь шотландского клана Макдональд из Даннивега (1565—1569), старший сын сэра Джеймса Макдональда (ум. 1565), 6-го вождя клана Макдональ из Даннивега (1538—1565), от брака с Агнесс Кэмпбелл.

## Биография
В мае 1565 года в битве при Глентаси Джеймс Макдональд потерпел поражение от короля Тир Эогайна Шейна О’Нилла и был взят в плен вместе с младшим братом Сорли Боем Макдональдом. В июле того же 1565 года Джеймс Макдональд скончался в плену, его старший сын Арчибальд Макдональд возглавил клан Макдональдов из Даннивега.
5 мая 1564 года Арчибальд Макдональд получил от королевы Шотландии Марии Стюарт грамоту на владение частью баронства Бар в Кинтайре. Арчибальд Макдональд предпринял неудачную попытку освободить из ирландского плена своего дядю Сорли Боя Макдональда, который был освобожден Шейном О’Ниллом в 1567 году.
Около 1569 года Арчибальд Макдональд скончался, не оставив детей. Ему наследовал его младший брат Ангус Макдональд (ум. 1614).